# Xã Boone, Quận Maries, Missouri
Xã Boone (tiếng Anh: Boone Township) là một xã thuộc quận Maries, tiểu bang Missouri, Hoa Kỳ. Năm 2010, dân số của xã này là 660 người.